# 25371 Frangaley
A 25371 Frangaley (ideiglenes jelöléssel 1999 TS153) a Naprendszer kisbolygóövében található aszteroida. A LINEAR projekt keretében fedezték fel 1999. október 7-én.